# Anoplolepis gracilipes
Anoplolepis gracilipes er en art af myre, der menes at være hjemmehørende i Vestafrika eller Asien. De er ved et uheld blevet introduceret til adskillige steder i verdens troper.
Anoplolepis gracilipes har uberegnelige bevægelser, når den bliver forstyrret. Dens lange ben og antenner gør den til en af de største invasive myrearter i verden.
Ligesom flere andre invasive myrer, såsom rød brandmyre (Solenopsis invicta), afrikansk kæmpehovedmyre (Pheidole megacephala), lille ildmyre (Wasmannia auropunctata) og argentinamyre (Linepithema humile), Anoplolepis gracilipes er en art, der let bliver etableret og dominerende i nye levesteder på grund af egenskaber som aggression mod andre myrearter, lille aggression mod medlemmer af sin egen art, effektiv rekruttering og stor kolonistørrelse.
Anoplolepis gracilipes er på en liste over "100 af verdens værste invasive arter" formuleret af International Union for Conservation of Nature (IUCN), efter at have invaderet økosystemer fra Hawaii til Seychellerne og dannet superkolonier på Christmas Island i det indiske Ocean.
I 2023 postulerede en videnskabelig artikel en unik reproduktionscyklus for A. gracilipes, hvilket tyder på, at hanner er obligate kimærer.